# Дом профсоюзов (Киев)
Дом профсоюзов Украины, официально Предприятие «Хозяйственное управление Федерации профсоюзов Украины» — административное здание, в котором были расположены Федерация профессиональных союзов Украины, штаб Майдана во время Оранжевой революции и Штаб национального сопротивления во время Евромайдана. Дом сильно пострадал от пожара во время событий 18–20 февраля 2014 года.

## Размещение
Дом стоит на Майдане Независимости, на углу улицы Крещатик и проездом между улицами Институтской и Михайловской. Адрес: 01001, ул. Крещатик, 18/2.

## История
До 1976 года на месте дома профсоюзов Украины находилось здание Киевского дворянского собрания.
В январе 1974 года XXV городская партийная конференция приняла решение, по примеру Москвы, превратить Киев в образцовый коммунистический город. В связи с этим организовали конкурс на лучший проект реконструкции центральной площади Киева. В 1975 году была начата работа по претворению проекта в жизнь. В том же году на месте снесённых на площади Калинина домов №2/16, №4 и №6/2 началось строительство восьмиэтажного Дома союзов трестом «Киевгорстрой-4» (архитекторы Александр Малиновский и Александр Комаровский) по заказу и на средства Украинского республиканского совета профсоюзов для использования в качестве административного здания, которое завершилось в 1980 году.
Позже в высокую башню были установлены электронные часы. Каждый из четырёх полиэкранов-табло размером 7,2×4,3 м находятся на высоте 57 метров и содержат около 5 тысяч ламп мощностью 40 ватт. Размеры полиэкранов позволяют узнать точное время с километрового расстояния.
Новопостроенный Дом союзов, в соответствии с постановлением секретариата Украинского совета Профсоюзов от 27 июня 1980 года (протокол № 7) «О здание Дома Укрсовпрофа», передано в эксплуатацию управлению Дома союзов Укрсовпрофа.
Предприятие «Хозяйственное управление Федерации профсоюзов Украины», в дальнейшем Предприятие, является унитарным и создано одним учредителем — Федерацией профессиональных союзов Украины.
1 апреля 1989 года Управление Дома союзов переименован в Управление по хозяйственному обслуживанию Укрсовпрофа, согласно Постановлению Секретариата ВЦСПС № 5-20 от 8.02.1989 г.
1 сентября 1991 года Управление Дома союзов Укрсовпрофа переименовано в Дом союзов Федерации профсоюзов Украины, согласно Постановлению Президиума ФПУ № 11-7-4 от 23.08.1991 г.
В 1996 году постановлением Президиума ФПУ № П-24-14 от 07.02.1996 года Дом союзов ФПУ переименован и реорганизован в Предприятие «Хозяйственное управление Федерации профсоюзов Украины», созданной Федерацией профессиональных союзов Украины.
В 2004 году в ходе «Оранжевой революции» дом был занят протестующими.
Во время Евромайдана, после событий 1 декабря, Дом профсоюзов был захвачен протестующими, где был создан их штаб.

### Пожар
В ночь на 19 февраля 2014 года дом почти полностью сгорел, а также обвалились конструкции между четвёртым и пятым этажами. Окончательно пожар удалось потушить только в 6:55 утра 20 февраля. 
Активисты обвиняют в поджоге здания правоохранителей, а силовики переложили ответственность на «Правый сектор». По данным Главного управления ГСЧС в городе Киеве, во время пожара в столичном Доме профсоюзов работникам Государственной службы Украины по чрезвычайным ситуациям удалось спасти 41 человека. По данным временной следственной комиссии Верховной Рады по расследованию убийств на Майдане штурм Дома профсоюзов осуществлялся по указанию бывшего председателя СБУ А. Якименко, его первого заместителя В. Тоцкого, руководителя центра спецопераций «Альфа» О. Присяжного и руководителя Антитеррористического центра СБУ А. Меркулова.
Об этом пожаре рассказывается в документальном фильме «Пожар в Доме Профсоюзов» из цикла «Зима, что нас изменила».
Для проведения ремонта здания 27 марта 2014 года был основан Благотворительный фонд «Возрождение Дома Профсоюзов». Его работу организует и контролирует Наблюдательный Совет. После разрешения органов прокуратуры, летом 2014 года начался процесс ликвидации последствий пожара. За это время проведены ремонтные работы теплотрассы и консервация теплопункта, помещение очищено от мусора, выполнен большой объём противоаварийных и укрепительных работ. Закрыты оконные и дверные проёмы, чтобы защитить помещение от снега, дождя и ветра. Закреплённые аварийные конструкции, плиты и узлы балок раскрыли для дальнейшего обследования. Согласно выводам экспертов, обследовавших здание, оно находится в удовлетворительном состоянии и его надо восстанавливать. Фасад открыт 30 мая 2018 года.
Внешний вид и отделка здания изменены: демонтирована наружная стена с барельефом герба Советского Союза, вместо неё вставлена сплошная стеклянная панель, расширены оконные проёмы, заменён наружный отделочный материал — вместо пористого камня травертина из Армении, которым был облицован фасад, использован бело-серый керамогранит и серый гранит (первый и второй этажи). В результате цвет здания с серо-бежевого изменился на серо-белый.

## Особенности
Отличительной достопримечательностью дома являлись электронные часы на 24-метровой башне с четырьмя смотровыми панелями 7,2×4,3 м. С 1980 года часы отражали время, температуру воздуха, дату и дополнительную информацию, а вместе с боем передавалась бессменная мелодия «Як тебе не любити, Києве мій!». С 2011 года часы были заменены на большее по размерам светодиодное табло компании ЕКТА, которое, наряду с часами, работает как четыре цветных информационных видеоэкрана.

## Галерея

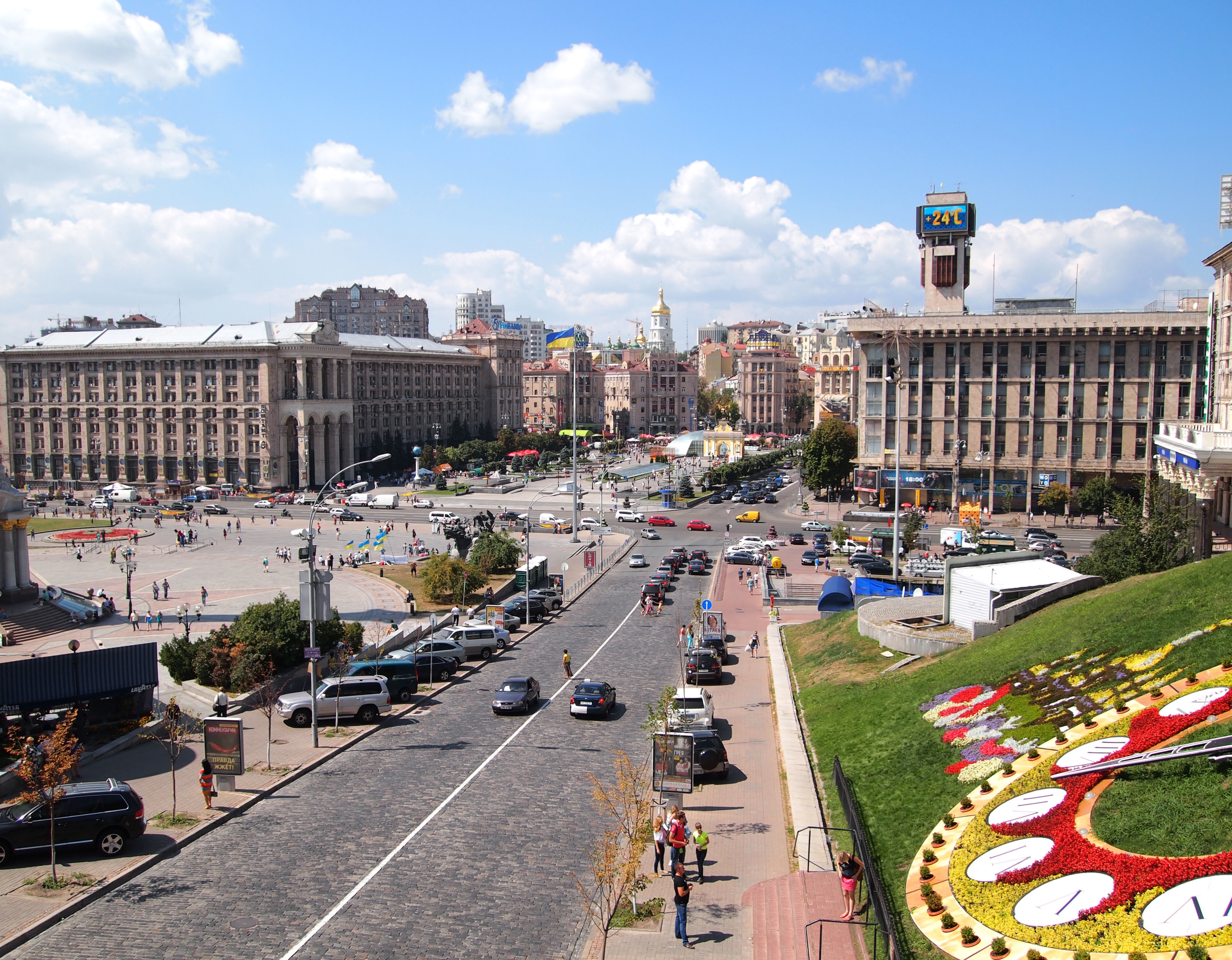
Дом профсоюзов (справа) с улицы Институтской.
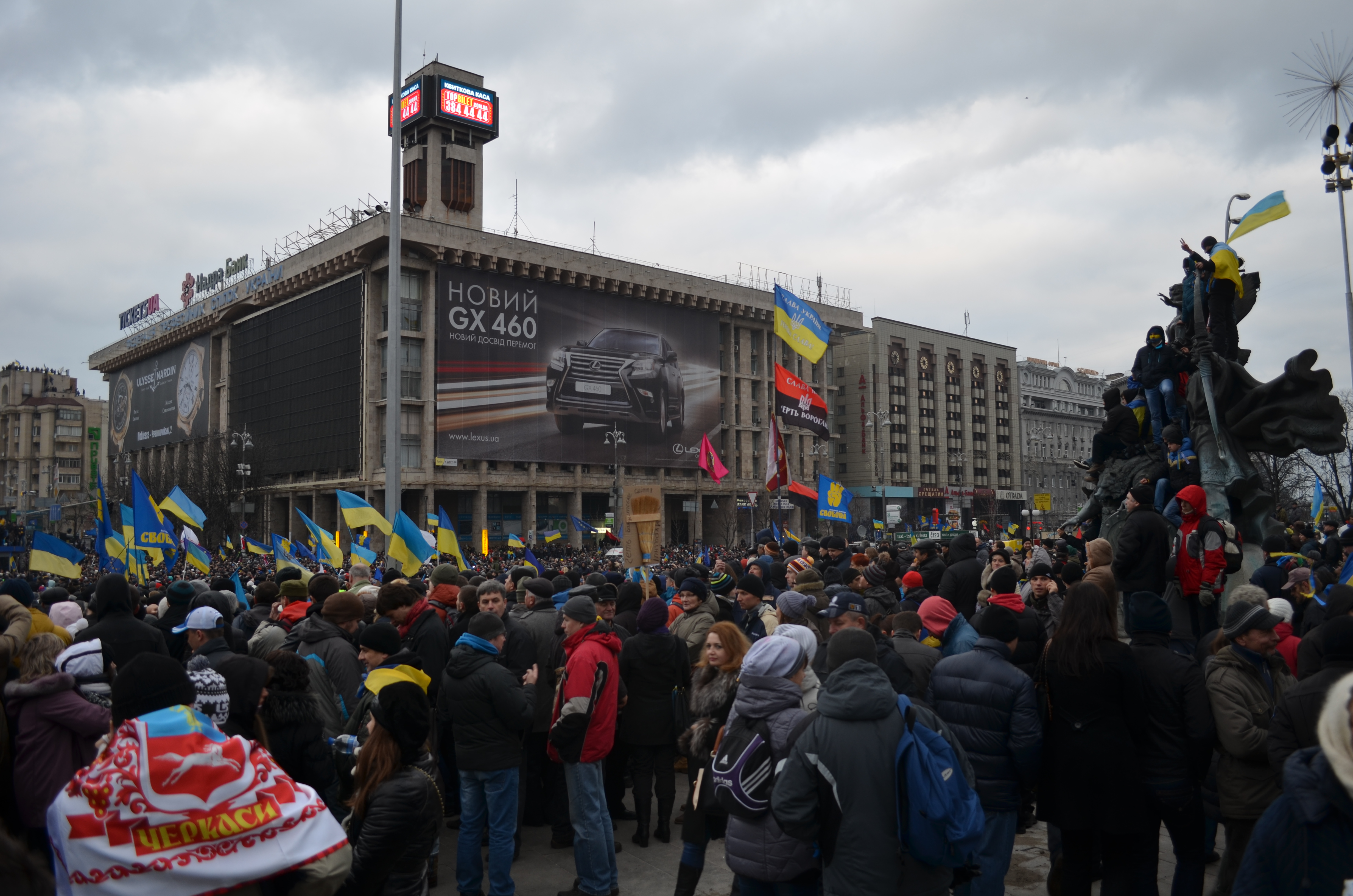
Дом профсоюзов во время Евромайдана. 1 декабря 2013 года
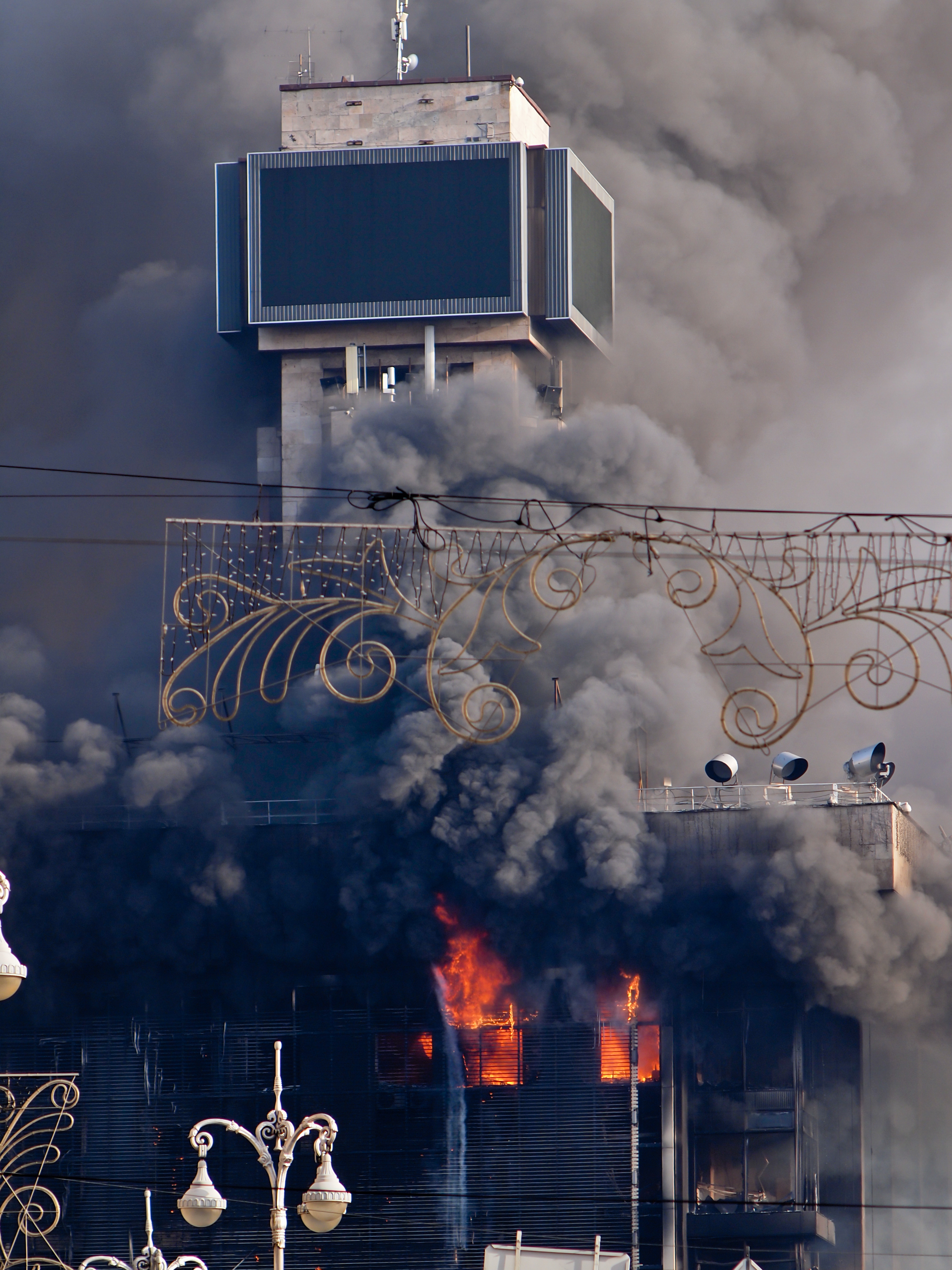
Дом профсоюзов во время пожара. 19 февраля 2014 года
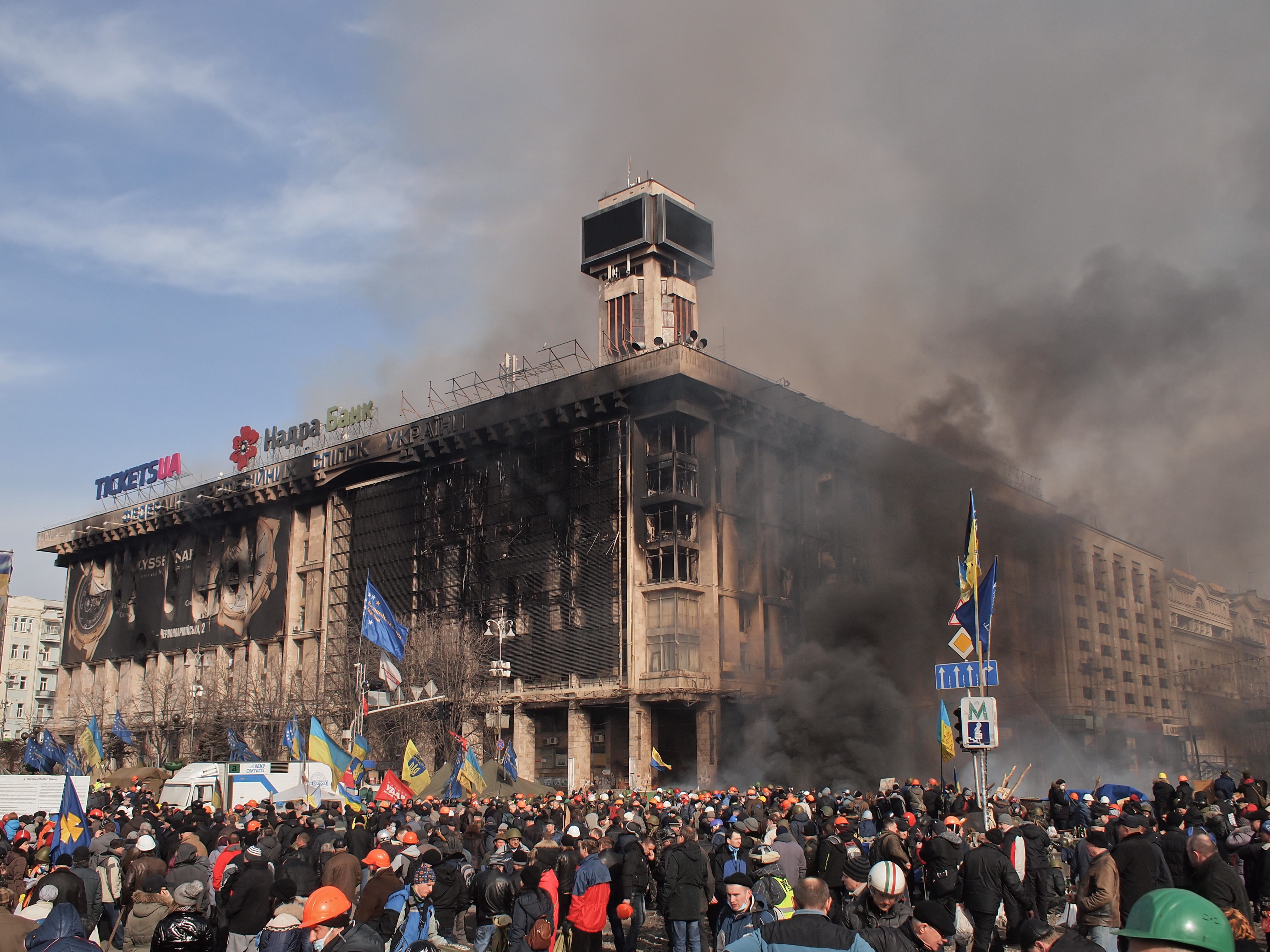
Дом профсоюзов в конце пожара. 19 февраля 2014 года
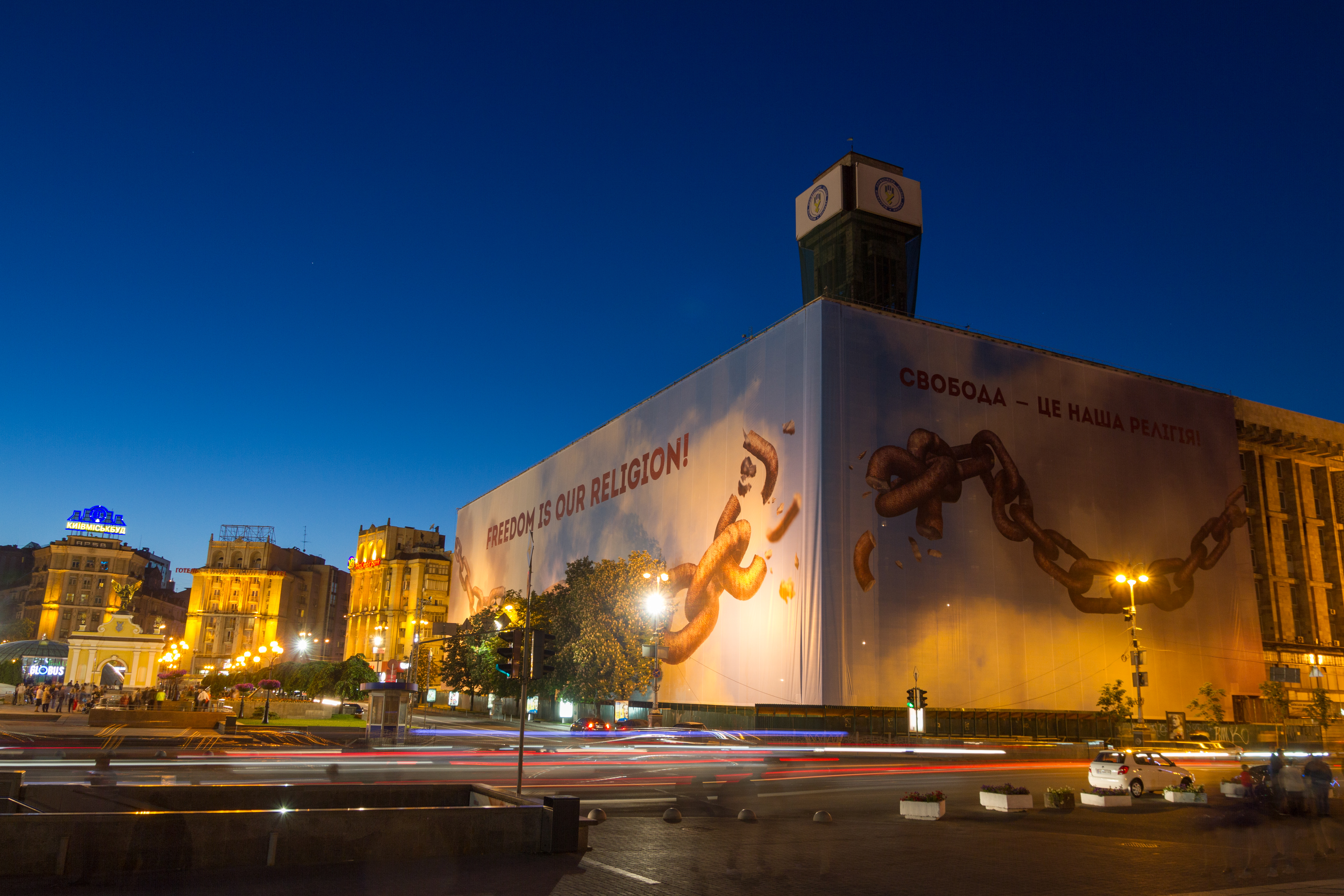
Дом профсоюзов завешен баннером, июнь 2016 года
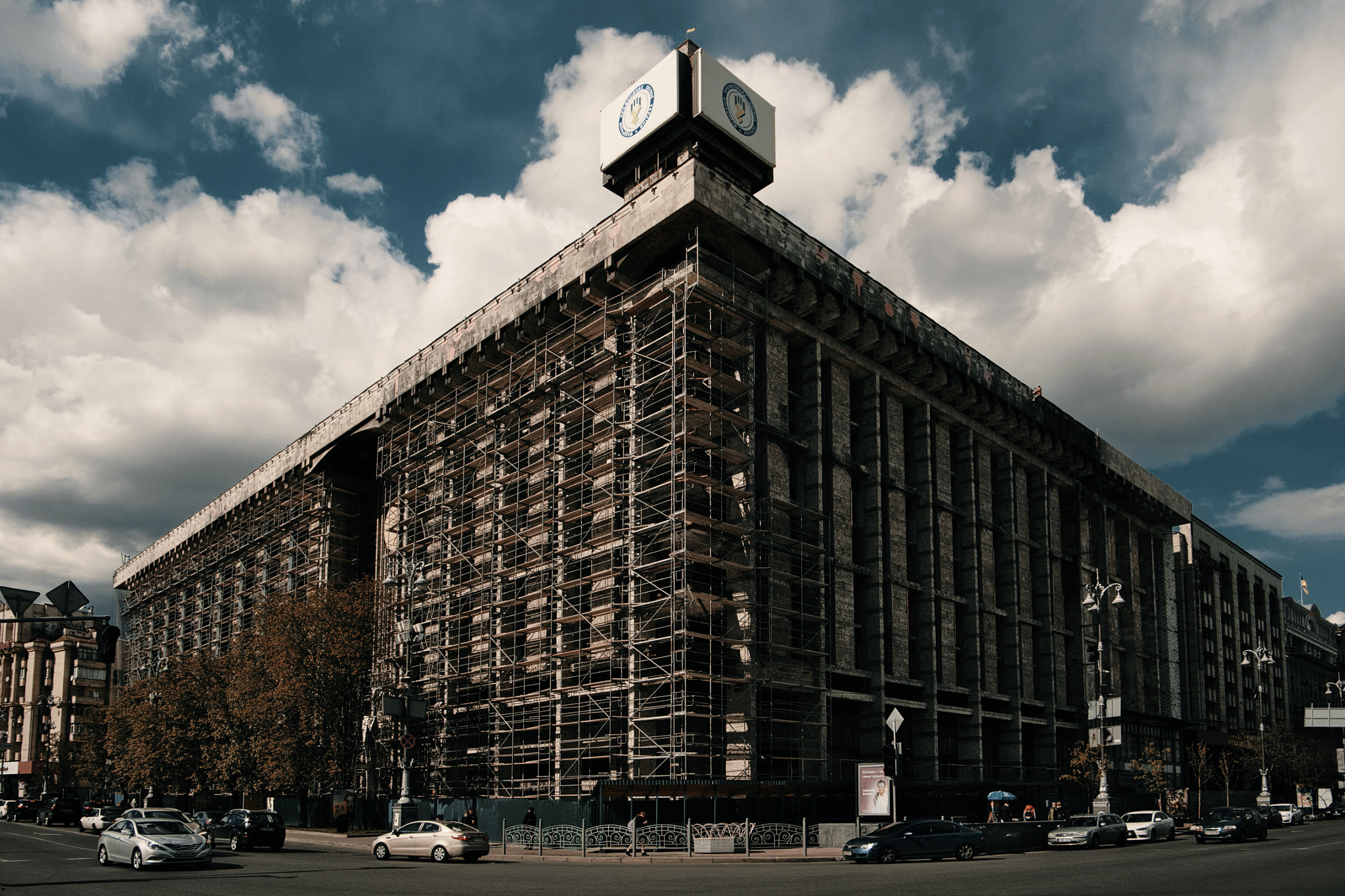
Реконструкция после пожара, 2017
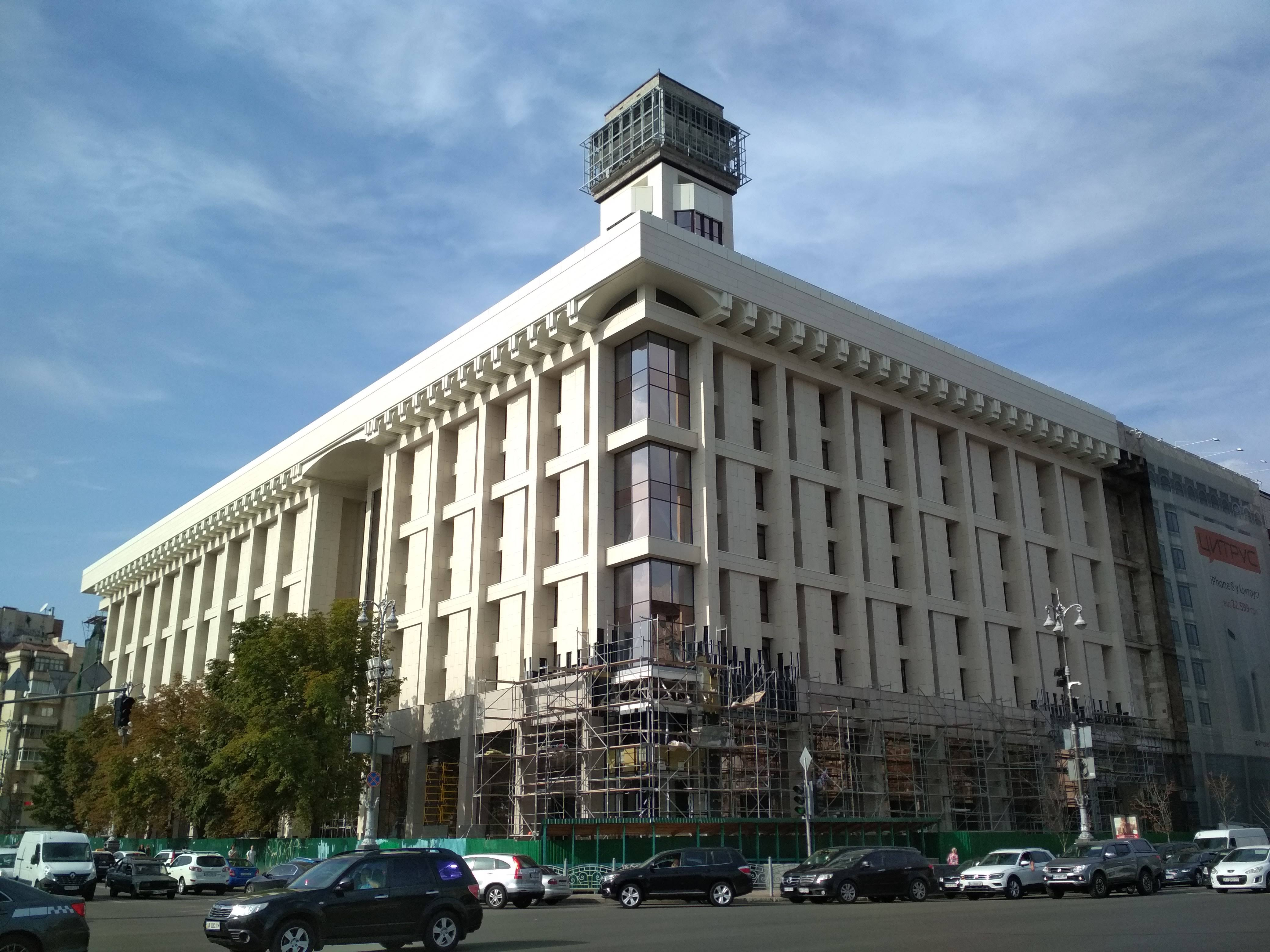
Реконструкция после пожара, 2018